# Тульґа
Тульґа або Фулько (лат. Tulga; ? — 642) — король вестготів в Іспанії та Септиманії у 639—642 роках.

## Життєпис
Був сином короля Хінтіли. Після смерті останнього у грудні 639 успадкував трон. Тульґа проводив досить м'яку політику, що дослідники пояснюють молодістю короля і слабкістю його характеру. Разом з тим намагався продовжувати політику батька.
Після двох років правління, в 642 році, проти нього виникла змова. На чолі заколотників встав Гіндасвінт. Франкський хроніст Фредегар зазначає, що на зборах багатьох готських сенаторів та іншого народу було вирішено виступити про молодого короля. Місцем проведення цього зібрання була названа Пампале, яка ототожнюється з Пампльєгою (в сучасній провінції Бургос), хоча, не виключено, що це могла бути і Памплона. У будь-якому випадку, повстання почалося від кордонів області басків. Спираючись на військо Гіндасвінт оголосив себе королем.
Про кінець правління Тульґи збереглося два суперечливих перекази. Відповідно ченцю Сігеберту Жамблуському, письменнику XI століття, Гіндасвінт, посилившись підтримкою інших аристократів, зайняв Толедо, де захопив Тульґу і змусив його постригтися в ченці, позбавивши тим самим прав на престол. Про прийняття постригу Тульґой йдеться у франського хроніста Фредегара. Подальша доля Тульги невідома. У свою чергу Ільдефонс Толедський дає зовсім інший погляд на ті ж події. Гіндасвінт отримав деяку підтримку знаті, але не маючи схвалення духовенства, зазнав невдачі. Тульзі вдалося зберегти трон, а Гіндасвінт продовжував перебувати як заколотник, до тих пір, поки смерть короля внаслідок хвороби, не дозволила претенденту змусити визнати себе королем всю знать і духовенство. Хоча можливо, ця версія створена задля посилення авторитету й впливу церкви та як засторога виступів проти королівської влади без згоди церкви.

## Характер
Залишив після себе позитивне враження у нащадків. Так, автор мосарабської хроніки, написаної сто років по тому, називає його «чоловіком добрим і шляхетним».

## Родина
- Гіскіла або Гізела, дружина Беро II, графа Разес
- Аріберга
- Вамба (643-687/688), король у 672-680 роках